# Therese Brunetti
Therese Brunetti (Vienna, 24 dicembre 1782 – Praga, 15 maggio 1864) è stata un'attrice teatrale e ballerina austriaca.
Lavorò al Teatro degli Stati di Praga dal 1798 al 1833, dove fu una delle principali attrazioni del teatro, nota per la sua grazia e per i suoi ruoli da eroina e nelle tragedie. I critici la definirono la migliore attrice di Praga (1807). Era sposata con Giacomo Brunetti ed è conosciuta per la sua relazione con Carl Maria von Weber.